# Rezerwat przyrody Skamieniałe Miasto

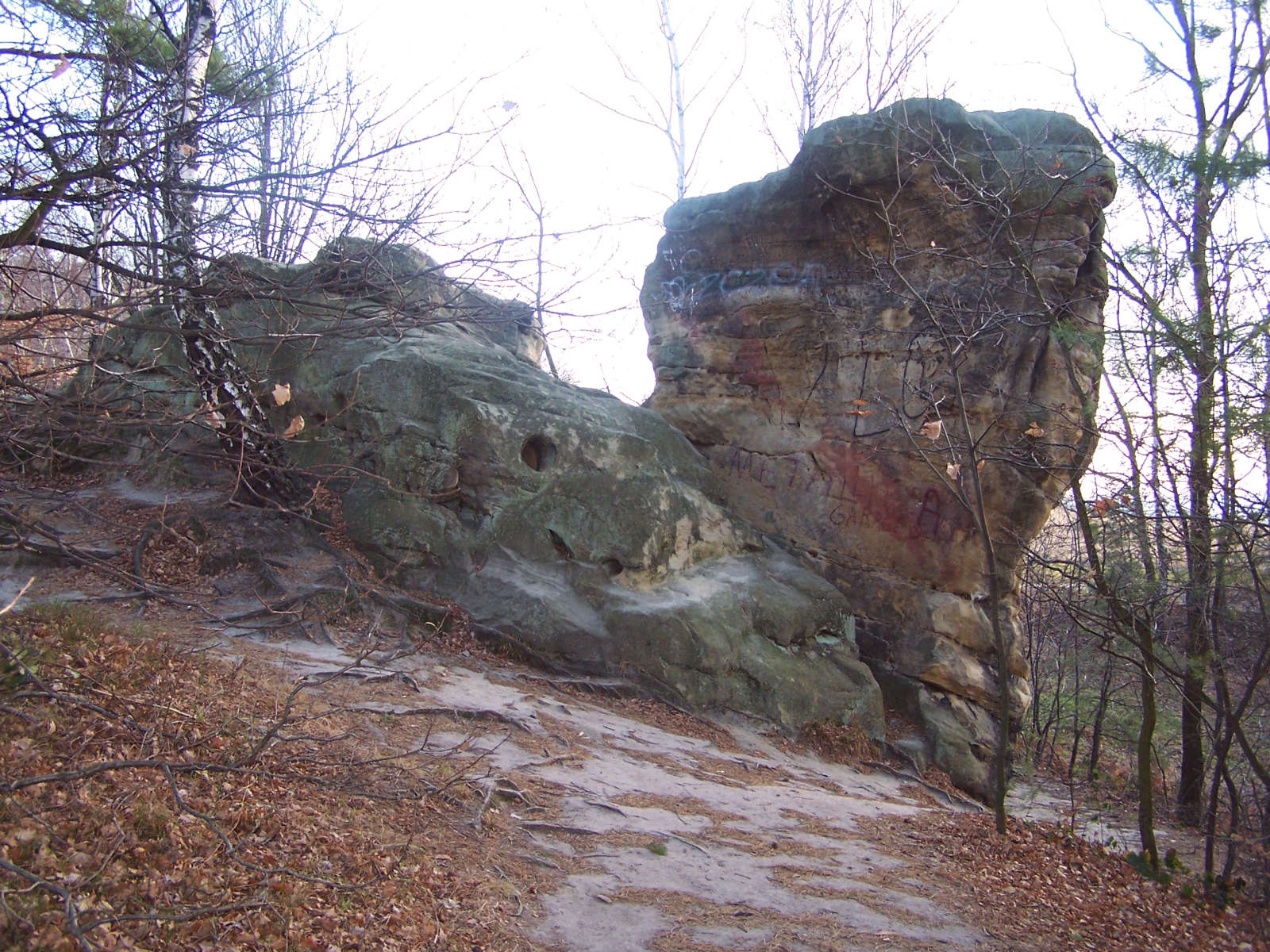
„Grzybek”

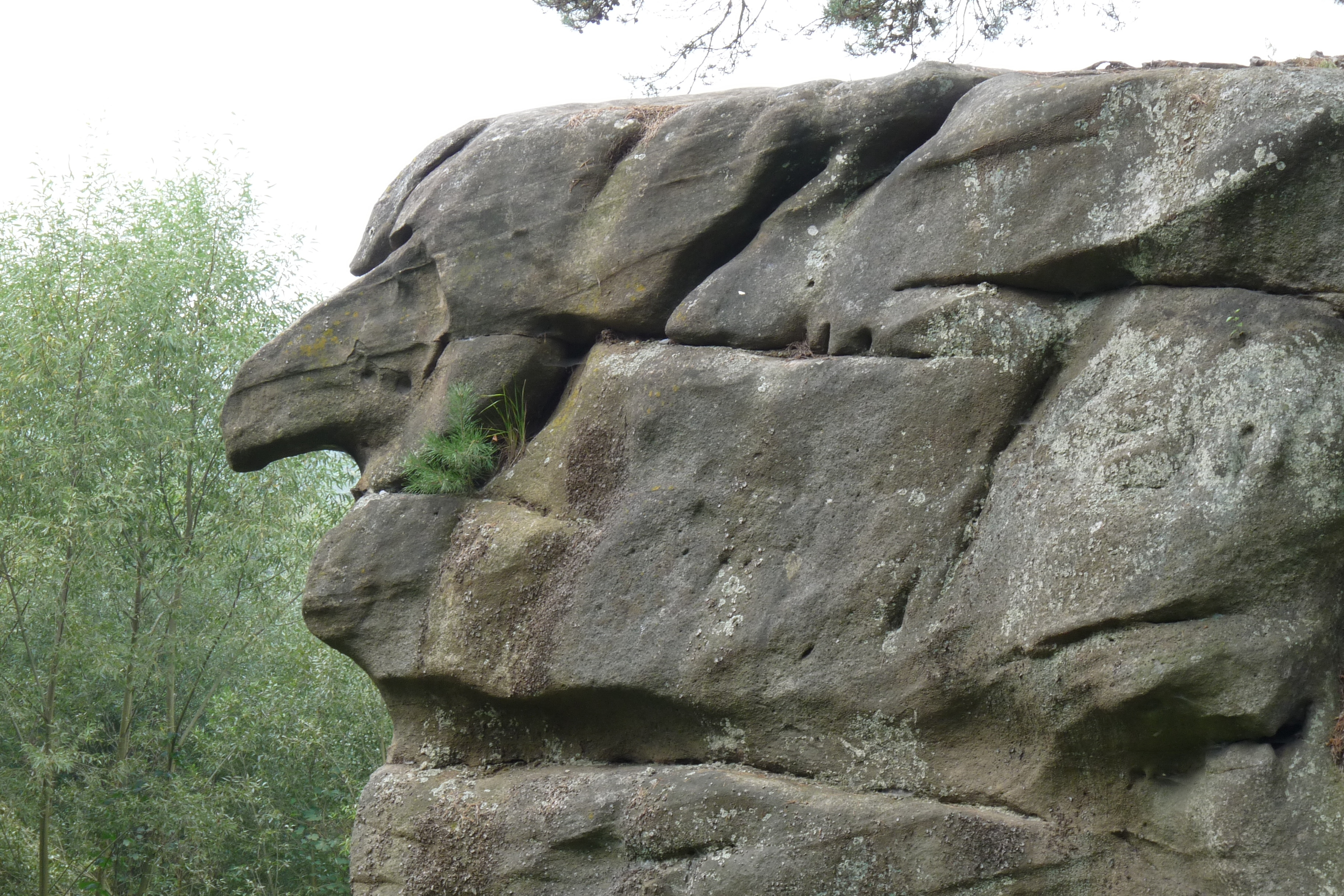
„Czarownica”

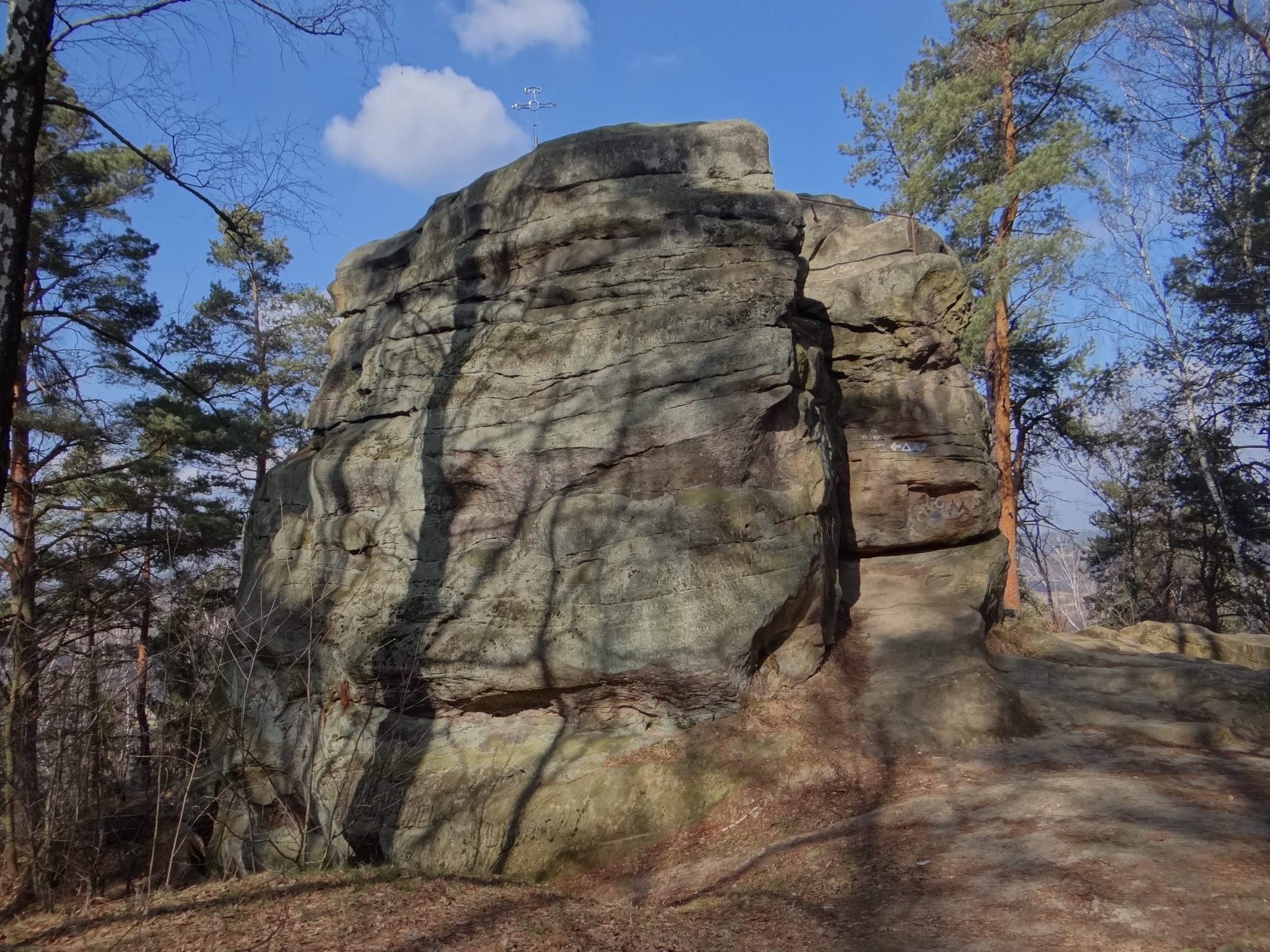
„Skałka z krzyżem”

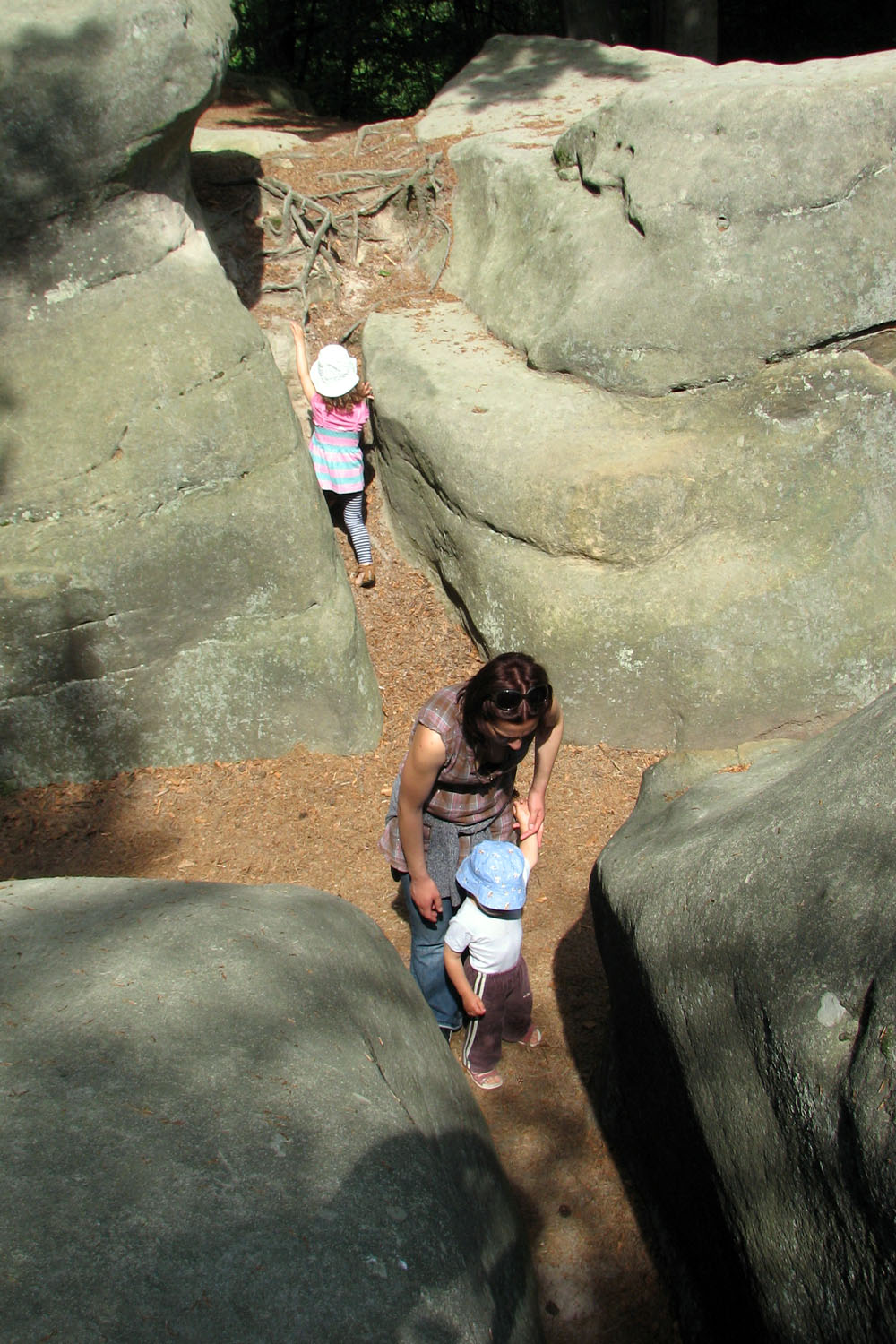
„Ulice” Skamieniałego Miasta

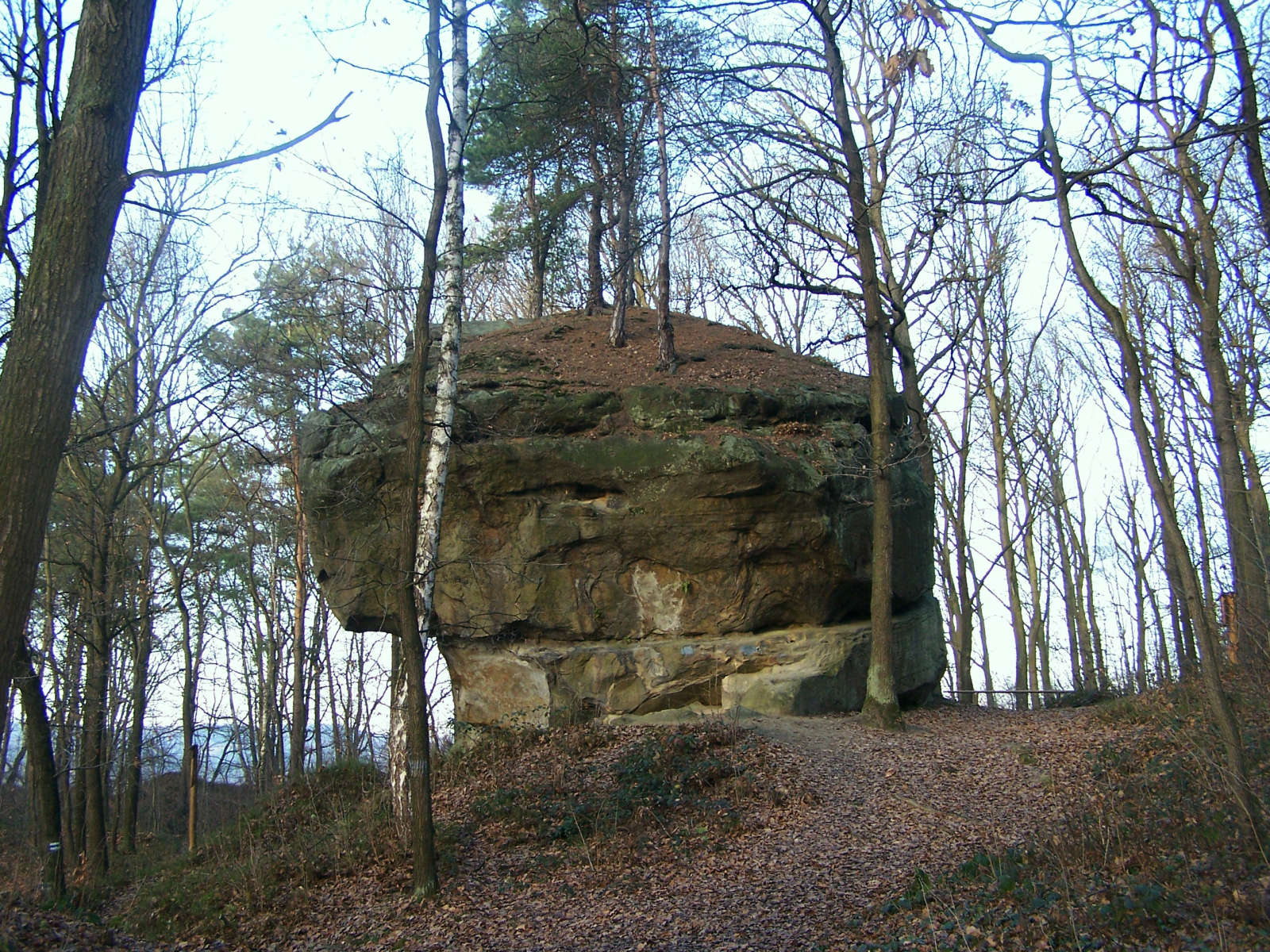
„Warownia Górna”

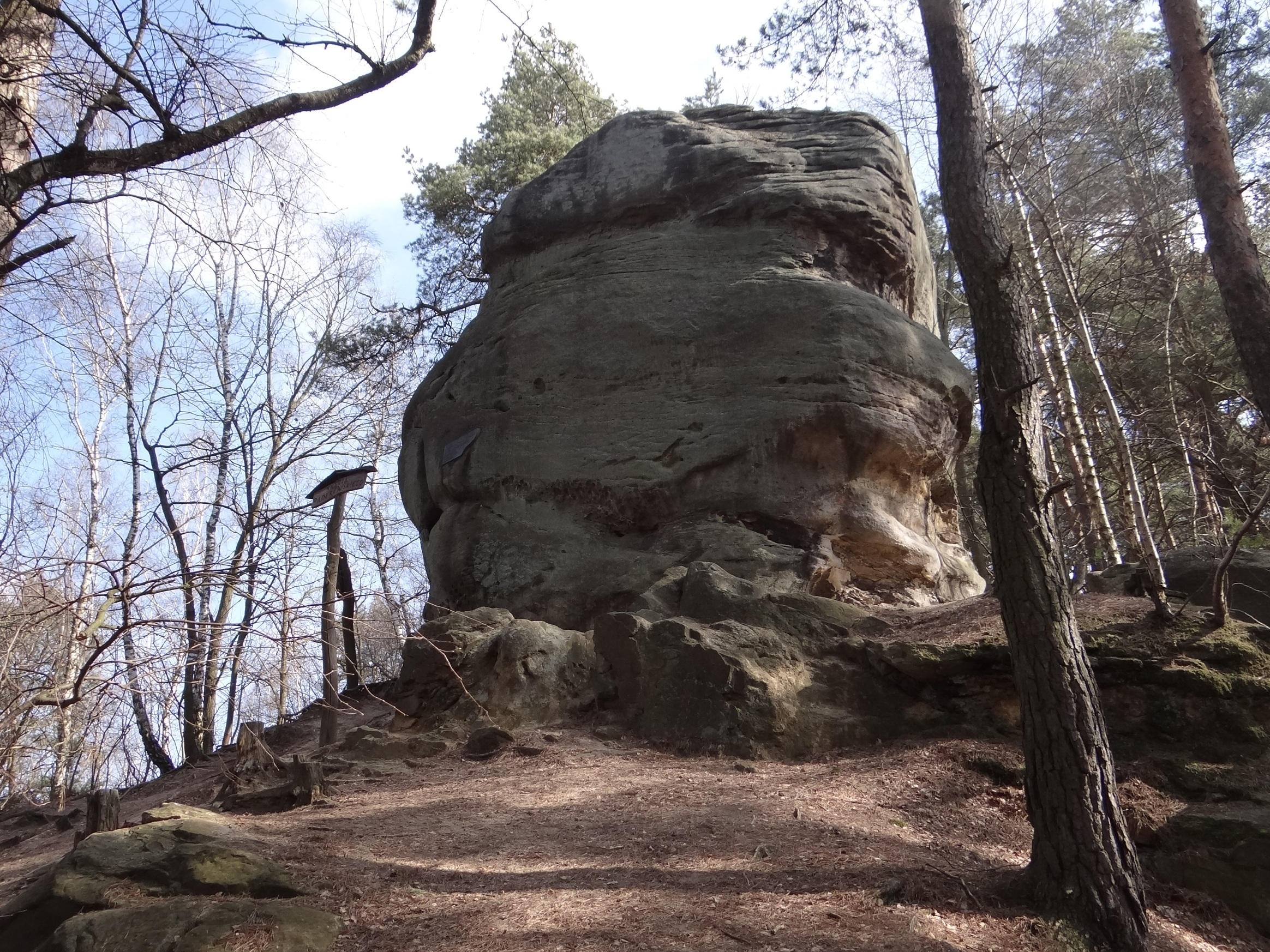
Baszta I.J. Paderewskiego

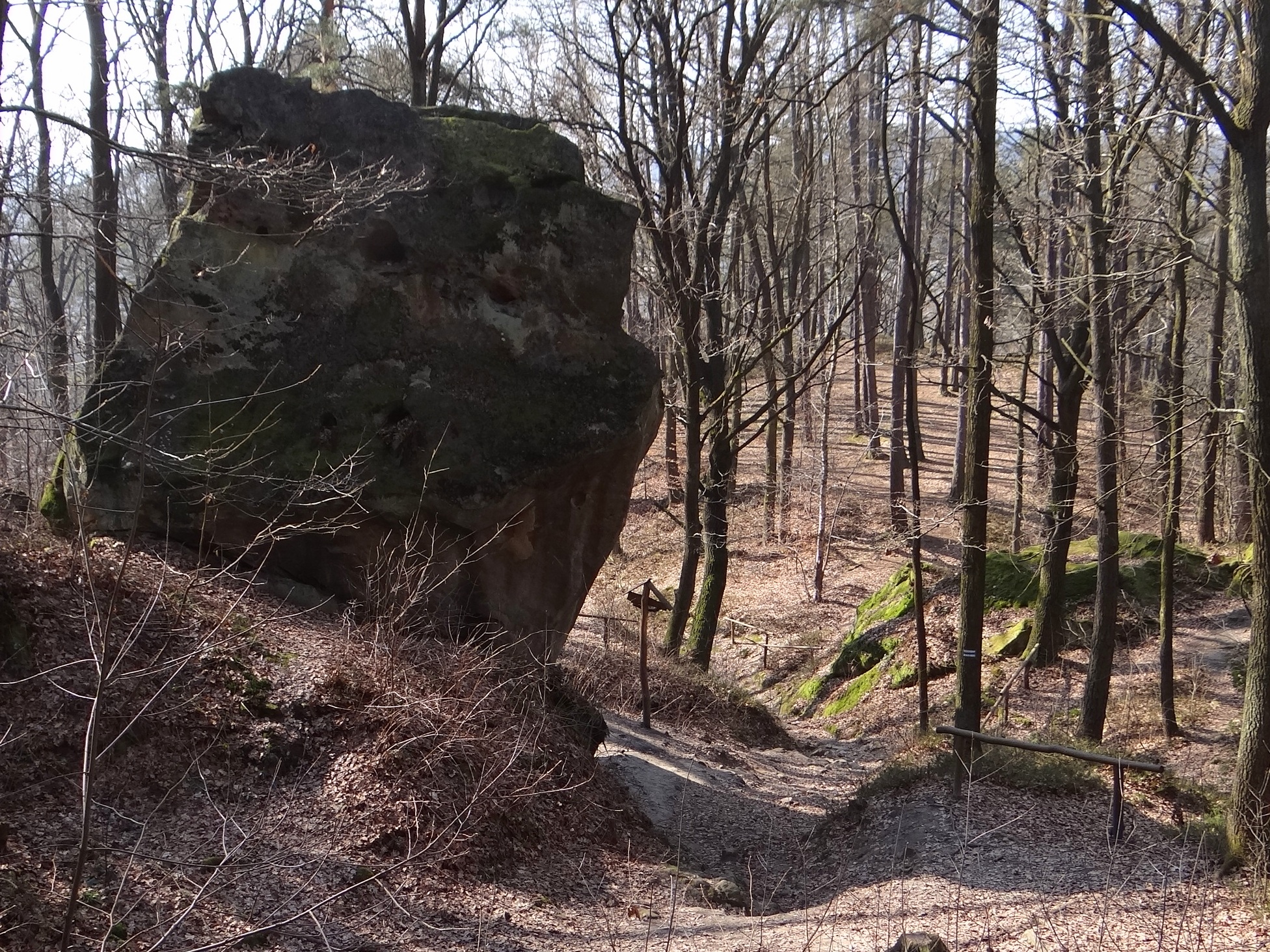
Warownia Dolna

Skamieniałe Miasto – rezerwat przyrody nieożywionej położony na prawym brzegu rzeki Biała na Pogórzu Ciężkowickim. Znajduje się w odległości od kilkuset metrów do 1 km od centrum Ciężkowic, na grzbiecie oraz na zachodnich i północnych stokach wzniesienia Skała (367 m). Położony jest na terenie miasta Ciężkowice w województwie małopolskim, w granicach Ciężkowicko-Rożnowskiego Parku Krajobrazowego.

## Historia
Już przed II wojną światową dostrzegano potrzebę objęcia ochroną tego zgromadzenia ostańców piaskowcowych. Wówczas znajdowały się one na bezleśnym terenie będącym gminnym pastwiskiem, były więc dobrze eksponowane. Zachodziła jednak możliwość ich zniszczenia – w niektórych miejscach były kamieniołomy, w których eksploatowano kamienie wykorzystywane na budowę nasypów pobliskiej linii kolejowej lub do budowy domów. W 1931 r. ostańce te zostały uznane za zabytek przyrody, w 1974 r. zarządzeniem Ministra Leśnictwa i Przemysłu Drzewnego cały rejon ich występowania otrzymał status rezerwatu. Ma powierzchnię 15,11 ha (akt powołujący podawał 15,01 ha) i rozciąga się od dna doliny Białej po szczyt wzgórza Skała (367 m). Składa się z jednej dużej oraz 11 mniejszych enklaw oddzielonych wąskimi pasami lasu. W 2019 r. wokół rezerwatu wyznaczono otulinę o powierzchni 26,94 ha.
Po wschodniej stronie rezerwatu i w niewielkiej od niego odległości znajduje się jeden z najgłębszych na polskim pogórzu wąwóz zwany Wąwozem Ciężkowickim, a u jego końca wysoki Wodospad Czarownic. One również od 1968 r. objęte zostały ochroną prawną, ale nie w formie rezerwatu, tylko pomnika przyrody „Wodospad”.

## Powstanie skał
Wśród lasu mieszanego rozrzucona jest grupa skałek dużych rozmiarów, zbudowanych z gruboziarnistych piaskowców i zlepieńców ciężkowickich, fantazyjnie ukształtowanych wskutek procesów erozji. Jest to tzw. skalne miasto. Są wśród nich ambony, maczugi i grzyby skalne. Największe z nich osiągają wysokość do 14 m. Prócz nich w lesie rozrzucone są także mniejsze platformy, płyty, skałki, grzędy, progi. Wszystkie zbudowane są z piaskowca ciężkowickiego płaszczowiny śląskiej Karpat Zewnętrznych. Piaskowiec ten powstał w wyniku sedymentacji około 58–48 mln lat temu na dnie Oceanu Tetydy. W okresie polodowcowym piaskowce ulegały selektywnemu wietrzeniu. Najbardziej na wietrzenie narażone były płaszczyzny spękań ciosowych, przetrwały fragmenty najbardziej odporne na wietrzenie, i to doprowadziło do powstania różnorodnych, izolowanych od siebie form skałkowych. W procesie ich powstawania odegrały rolę również powierzchniowe ruchy grawitacyjne i obrywy, które doprowadziły do przemieszczenia się niektórych ostańców i ich wychylenia od pionu. W niektórych przypadkach w modelowaniu ścian ostańców odegrał rolę także powierzchniowy spływ wód i rzeka Biała. Proces wietrzenia skał trwa nadal, w jego wyniku formacje skalne wciąż ulegają zmianom.
Fantazyjnie wymodelowane skały Skamieniałego Miasta są nie tylko ciekawe turystycznie, są również doskonałym obiektem dydaktycznym. W piaskowcach Skamieniałego Miasta istnieją liczne i bardzo łatwe do obserwacji struktury sedymentacyjne i tektoniczne. Oprócz piaskowców występują tutaj także pstre łupki zawierające frakcje ilaste lub mułowe. Mają czerwonawe zabarwienie z szaro-zielonymi smugami.

## Nazewnictwo i legendy
Nazwa rezerwatu związana jest z legendą, według której skały znajdujące się w rezerwacie to domy miasta, które uległo skamienieniu wraz z mieszkańcami. Była to kara za występne życie jego mieszkańców. Nazwy skał nawiązują do ich kształtów, np. „Piramidy”, „Grzybek”, „Orzeł”. Z większością skał związane są jakieś legendy, z niektórymi nawet więcej niż jedna. Jednej ze skał nadano nazwę dla uczczenia zasłużonego dla Polski kompozytora i patrioty I.J. Paderewskiego, którego dwór znajduje się w sąsiedniej miejscowości Kąśna Dolna. Znajdującej się przy drodze dużej wychodni nadano nazwę „Grunwald” dla uczczenia pięćsetnej rocznicy bitwy pod Grunwaldem i biorących w niej udział 7 rycerzy z okolicy.
W kolejności od doliny rzeki Białej na wschód ważniejsze skały to: Czarownica, Ratusz, Grunwald, Warownia Dolna, Warownia Górna, Grupa Borsuka (Orzeł, Pieczarki, Grzyb, Borsuk, Piekiełko), Grzybek, Piramidy, Aligator, Pustelnia, Baszta I.J. Paderewskiego, Cyganka, Skałka z Krzyżem. Uprawiający bouldering nadali nazwy także innym, mniejszym skałom: Mała Baszta, Jajo, Flakon, Żółw, Niedźwiedź, Dzik, Orgazm i grupa Kamyków (Kamyki, Krab, Rekin, Skorupa Żółwia).

## Przyroda rezerwatu
W rezerwacie najliczniej występuje sosna z dębem szypułkowym i bezszypułkowym, w domieszce rośnie lipa drobnolistna, grab i jodła. Z gatunków chronionych roślin występują m.in.: podkolan biały, storczyk plamisty, szerokolistny, gnieźnik leśny, widłak wroniec, jałowcowaty, goździsty, podrzeń żebrowiec. Z rzadszych roślin występują m.in.: bluszcz pospolity, kopytnik pospolity, paprotka zwyczajna. W obrębie rezerwatu stwierdzono występowanie 83 gatunków porostów, w tym 16 rzadkich w Polsce, znajdujących się na czerwonej liście gatunków zagrożonych. Wiele gatunków rośnie na skałach, na uwagę zasługuje wzorzec geograficzny i kruszownica szorstka. Jaskinie w rezerwacie są wykorzystywane jako schrony przez nietoperze – przebywa tu nocek duży i podkowiec mały. Z rzadszych motyli występują: zmrocznik oleandrowiec, niestrzęp głogowiec, paź królowej, witeź żeglarz, mieniak tęczowiec, mieniak strużnik, a z chrząszczy jelonek rogacz, majka lekarska i pokątnik złowieszczek.
W skałach rezerwatu istnieje wiele niewielkich jaskiń i schronisk: Jaskinia Skamieniała, Jaskinia w Ciężkowicach Pierwsza, Jaskinia w Ciężkowicach Druga, Jaskinia w Grunwaldzkiej Skale, Koleba pod Borsukiem, Kominek w Skale z Krzyżem, Nisza w Warowni, Schronisko w Ciężkowicach Trzecie, Schronisko w Ciężkowicach Czwarte, Schronisko w Ciężkowicach Piąte, Schronisko w Warowni Dolnej, Schronisko za Grunwaldem Pierwsze, Schronisko za Grunwaldem Drugie.

## Turystyka i rekreacja
Przez Skamieniałe Miasto prowadzi niebieski szlak turystyczny. Można rozpocząć jego zwiedzanie od parkingu znajdującego się w odległości około 1 km od centrum Ciężkowic, po lewej stronie drogi Tarnów – Ciężkowice – Gorlice. Dwie z wychodni skalnych: „Czarownica” i „Ratusz” znajdują się po prawej stronie tej drogi, nad rzeką Białą, prowadzi do nich przejście specjalnym turystycznym wiaduktem ponad drogą. Tuż obok parkingu znajduje się wychodnia „Grunwald”, za nią polanka Wąwóz Harcerzy z ławkami i stołami, dalej wszystkie pozostałe skały. Prowadzi obok nich znakowany szlak turystyczny. Przecina on Lisi Wąwóz i po minięciu „Skałki z Krzyżem” prowadzi do Wąwozu Ciężkowickiego i Wodospadu Czarownic.
Na skałach Skamieniałego Miasta uprawiano dawniej wspinaczkę skalną z liną, głównie na Ratuszu, Czarownicy i Warowniach. Po utworzeniu rezerwatu przyrody obowiązuje zakaz wspinaczki, a stare ringi do asekuracji ze skał usunięto. Na licznych skałach uprawiany jest bouldering, mimo że on także jest zakazany.